# Antietablissemangism
Antietablissemangism är en politisk position eller ideologisk inställning där man anser att en nations eller ett samhälles etablissemang och maktstrukturer är korrupta, förtryckande, exploaterande eller orättvisa. 

## Antietablissemangism och populism
Antietablissemangism utgör grunden för den populistiska antietablissemangsstrategin, som populistiska politiska partier intar med försiktighet i syfte att inte framstå som odemokratiska eller politiskt extrema.
Antietablissemangism är en doktrin som följer läran om motstånd mot det sociala och politiska etablissemanget i syfte att undergräva detta inifrån. Denna doktrin menar att etablissemanget förlorat kontakten med folket; de vanliga människorna och deras vardag. Etablissemanget antas också ha sina egna agendor som det låter styra blint och som direkt påverkar folket negativt.

### Notförteckning
1. 1 2  Rydgren 2005.

### Littaturförteckning
- Rydgren, Jens (2005). Från skattemissnöje till etnisk nationalism: Högerpopulism och parlamentarisk högerextremism i Sverige. Lund: Studentlitteratur. Libris 9840294. ISBN 91-44-04307-4